# Пушкарёв, Василий Алексеевич
Васи́лий Алексе́евич Пушкарёв (28 февраля 1915, станица Анастасиевка, нынешняя Ростовская область — 16 мая 2002, Москва) — советский и российский искусствовед, собиратель произведений искусства. В 1951—1977 гг. директор Русского музея. Заслуженный деятель искусств Российской Федерации (1994).

## Биография
Родился в семье донских казаков. Рано лишился отца и матери. Остался с больной сестрой на руках и, чтобы как-то прокормиться, нанялся подмастерьем к сапожнику. «Двенадцати лет впервые пошёл в школу», по окончании семилетки поступил в Ростовское художественное училище и параллельно преподавал в средней школе рисование и черчение. Окончив училище, в 1938 году поступил на искусствоведческий факультет Ленинградского института живописи, скульптуры и архитектуры. С третьего курса ушёл добровольцем на фронт, в Василеостровскую дивизию народного ополчения. Воевал бойцом пулемётной роты на Ленинградском и Волховском фронтах, был ранен. В июле 1945 года демобилизовался, в 1945—1947 годах завершил обучение в Институте им. Репина и там же учился в аспирантуре (1947—1950). Защитил кандидатскую диссертацию в 1958 году..
В апреле 1951 года Комитет по делам искусств при Совете Министров СССР назначает 36-летнего В. А. Пушкарёва на пост директора Русского музея. Это было время позднего сталинизма, и деятельность музеев находилась под постоянным вниманием органов идеологического и цензурного контроля. В том же, 1951 году Совет министров СССР вменил функции цензуры музейных выставок и экспозиций органам Главлита, в 1952 году была утверждена «Инструкция о порядке цензорского контроля произведений искусства» — инструмент внешнего контроля музейной деятельности, в Русском музее (как и в других музеях страны) продолжалась, начатая в 1930-е годы, работа внутренних комиссий по «сортировке» и «чистке» коллекций от «формалистических» и других идейно «вредных» произведений. Особо это касалось произведений церковного искусства, фактически всей древнерусской живописи, которая в 1950-х годах оставалась «нежелательным предметом научного интереса». Даже само слово «икона» в эпоху продолжающихся гонений на религию не приветствовалось в музейных кругах. Пушкарёв гибко боролся с этими устоявшимися тенденциями, нередко используя «ура-патриотические» и «великорусские» аргументы в своих выступлениях на официальных совещаниях и семинарах руководителей музеев, старался представить собирательство памятников церковного искусства не как предметов культа, а как произведений русской живописи и народного прикладного искусства.
Параллельно В. А. Пушкарёв вёл большую организационную работу. В 1952 году при его участии удалось добиться закрытого постановления ЦК КПСС о специальных мерах помощи Русскому музею — главным из них стало значительное расширение штата сотрудников, более чем на 150 человек. Решение кадрового вопроса, в свою очередь, дало возможность организовать масштабное комплектование (пополнение) музейных коллекций и наладить активную экспозиционно-выставочную деятельность. С 1954 года по инициативе Пушкарёва началась планомерная экспедиционная работа по собиранию древнерусской живописи в Ленинградской, Новгородской, Псковской, Архангельской, Вологодской, Мурманской областях и в Карельской АССР, где были обследованы и собраны более 900 икон, тысячи произведений деревянной скульптуры и декоративно-прикладного искусства. С конца 1950-х годов, Русский музей начинает цикл выставок, знакомящих широкие круги зрителей с новыми поступлениями по материалам собственных экспедиций, а также выставок древнерусской живописи и декоративно-прикладного искусства, собранных из коллекций других отечественных музеев. Многие из них стали значительными событиями в художественной жизни не только Ленинграда, но и всей страны: «Итоги экспедиций музеев РСФСР по выявлению и собиранию произведений древнерусского искусства» (1966), «Живопись древней Карелии» (1969), «Живопись древнего Пскова» (1971), «Живопись древнего Новгорода и его земель» (1972), «Дионисий и искусство Москвы XV—XVI столетий» (1976). Русский музей стал в те годы крупнейшим центром по изучению древнерусского изобразительного искусства, и застрельщиком этого процесса выступал его директор. В 1958 году систематическая экспедиционная работа Русского музея «была признана имеющей государственное значение. Министерства культуры СССР и РСФСР начали её планировать, она стала обязательной для других художественных музеев страны».
Своё директорское кредо Пушкарёв позднее описывал с присущим ему неброским чувством юмора:

 «…я пережил на посту директора Русского музея эпоху Сталина, „великое десятилетие“ Хрущёва и „благоденствие“ брежневского времени. Несмотря на различие этих исторических эпох, в них было и нечто общее. Существовала и исправно действовала триада правил: инициатива наказуема, за самостоятельность надо платить и, если идти правильной дорогой в обход, то можно кое-что сделать».— Василий Пушкарёв «Вместо автобиографии (1990).
Другим направлением экспозиционно-выставочной работы директора Русского музея стало возвращение из небытия и реабилитация имён выдающихся отечественных художников первой половины XX века. Первой в ряду таких эпохальных событий стала персональная выставка Кузьмы Петрова-Водкина, показанная в Русском музее в 1966 году. Выставка художника-формалиста, чьё творчество рассматривалось «как вредное советской культуре и советскому народу», стала возможной «благодаря административным талантам В. А. Пушкарёва», который воспользовался случайным стечением обстоятельств и фактически вынудил Министерство культуры СССР не препятствовать организации выставки Петрова-Водкина в Русском музее. Выставка вызвала настоящее паломничество не только в Ленинграде, но и в Москве. «Не будучи уверены, что выставка откроется в столице, москвичи хлынули в Ленинград, — вспоминал годы спустя В. А. Пушкарёв. — Целыми группами ехали московские художники, искусствоведы, деятели культуры, чтобы посмотреть эту экспозицию, это чудо».
В те же годы В. А. Пушкарёв стал собирать в запасниках музея картины отечественных художников XX века, чьё творчество шло вразрез с официальным (партийным) взглядом на искусство. Среди собранного Пушкарёвым, (а в некоторых случаях и спасённого от исчезновения) — произведения Василия Кандинского, Казимира Малевича, Александра Тышлера и многих других. Особо в этом ряду стоит имя Павла Филонова, который в последние годы жизни не продал ни одной своей картины и умер от голода в блокадном Ленинграде. Его сестра, Евдокия Николаевна Филонова-Глебова, сама еле живая от голода, отдала тогда его картины на хранение в Русский музей. Через много лет после войны, в 1977 году, она официально передала в дар музею всё наследие художника.
В 1972 году в СССР приехал американский бизнесмен Арманд Хаммер, известный тем, что лично знал Брежнева и других советских генсеков. Бизнесмен принёс в дар Эрмитажу полотно Гойи и, хотя подлинность картины вызвала у экспертов сомнения, она была принята как настоящая. (По сей день это единственное полотно Гойи, выставленное в российских музеях). Взамен Хаммер просил дать ему одну из картин Малевича. Поскольку крупнейшее в стране собрание авангарда находилось в Русском музее, министр культуры Екатерина Фурцева позвонила Пушкарёву с просьбой отдать нужную картину. Но Пушкарёв отказался это сделать, сказав, что хозяин картин не он, а государство. В итоге полотно Малевича забрали из Третьяковской галереи. В тот раз Пушкарёва не сняли с работы, даже несмотря на то, что повёл он себя, по тем временам, дерзко. Спасло его во многом то, что через месяц после отъезда Хаммера журнал «Америка» напечатал статью, в которой говорилось о том, что бизнесмен «снова обманул Политбюро». Он заполучил полотно Малевича с минимальными для себя потерями, а затем продал его в Мюнхен за 4 миллиона долларов. Партийной верхушке было невыгодно быть замешанными в скандале, и об этой истории предпочли забыть.
Пушкарёв также помогал становлению молодых художников — например, в 1973 он организовал персональную выставку Василия Коноваленко, фактически открыв его художественному сообществу в качестве скульптора.
Сотрудники Русского музея в шутку называли Пушкарёва «разбойником», подразумевая подчас неоднозначные и рискованные методы, к которым он прибегал, чтобы заполучить те или иные произведения искусства. Также Пушкарёва сравнивали с Павлом Третьяковым. Всего за свою жизнь Василий Пушкарёв собрал и сохранил примерно 120 тысяч произведений искусства.
В феврале 1977 партийное руководство Ленинграда во главе с Г. Романовым добилось смещения неудобного Пушкарёва с поста директора и заменило его партийной работницей Л. И. Новожиловой. Когда она под давлением музейной общественности была в 1985 г. снята с должности, «поднятый Пушкарёвым музей являл собою печальное зрелище».
После ухода из Русского музея, в том же 1977 году, В. А. Пушкарёв был приглашён руководством Союза художников СССР в Москву на должность директора формируемого Центрального дома художника на Крымском Валу (открылся в ноябре 1979) и превратил его в один из крупнейший центров выставочной жизни столицы. В 1985 году был уволен с поста директора ЦДХ по настоянию первого секретаря правления Союза художников СССР Таира Салахова. В 1991 году работал в Президиуме Советского Фонда культуры над проектом по созданию Музея современного искусства.
Василий Пушкарёв умер в Москве 16 мая 2002 года. Его отпевали в церкви Николы в Толмачах на территории Третьяковской галереи, а гроб Пушкарёва стоял на том же месте, где прощались с Павлом Третьяковым.
Похоронен в Москве на Троекуровском кладбище.

## Память
- В память о знаменитом директоре Русского музея учреждён (и в 2009 году впервые вручён) первый в России общественный орден для музейных работников «Василий Пушкарёв»[28].
- Уже несколько лет ведётся борьба за то, чтобы имя Пушкарёва получила одна из улиц в Петербурге. В числе тех, кто обращался к властям города с такой просьбой — его друг Савва Ямщиков, Никита Михалков и др.[29]

## Награды и звания
- Медаль «За отвагу».
- Заслуженный деятель искусств РФ (1994)[30].
- Орден Дружбы (1999)[31].

## Комментарии
1. ↑  В те годы — рабфак при Ростовском Педагогическом институте[5].
2. ↑  Защита диссертации проходила в Академии общественных наук при ЦК КПСС, тема диссертации: «Формирование социалистического реализма в советской книжной графике довоенного периода (на примере иллюстраций произведений А. М. Горького»[5].
3. ↑   В Ленинграде цензурную политику в отношении Русского музея осуществлял отдел выставок при Леноблгорлите[6].
4. ↑  С 1954 года по конец 1960-х Русским музеем было организовано 72 научные экспедиции[11].
5. ↑  Свыше 100 из привезённых в экспедициях икон относились к XIV—XVI векам, более 200 — к XVII — раннему XVIII векам[11].
6. ↑  Первая из них состоялась в 1959 году: «Выставка новых поступлений по материалам экспедиций 1957—1959 годов»[12].
7. ↑  Первая из них состоялась в 1960 году: «Андрей Рублёв и московская живопись его времени»[12].
8. ↑  На выставке в течение полугода демонстрировались 164 живописные работы и 127 листов акварелей и рисунков, а также гравюры и эскизы декораций К. С. Петрова-Водкина[17].
9. ↑  Интрига состояла в том, что, получив письмо-запрос от Cекретаря Союза писателей СССР Константина Симонова на выдачу из Русского музея работ Петрова-Водкина для небольшой выставки (всего 4 произведения) в московском Центральном доме литераторов, Пушкарёв написал в Министерство культуры СССР, что ГРМ выдаст картины в ЦДЛ «только после собственной выставки — как бы поставив таким образом министерство перед фактом её проведения». Рискованная уловка Пушкарёва сработала, в министерстве не стали возражать.[19]
10. ↑  «…Конечно, после такого „долготерпения“ меня „ушли по собственному желанию“. Эта форма избавления от неугодных была разработана идеально. Сначала организовывался „компромат“, а потом „великодушно“ отпускали. Это было уже время, когда качества руководителя учреждения расценивались по „личной преданности“ вышестоящему партийному начальству» (Василий Пушкарёв «Вместо автобиографии»)[2][16].